# Lipovăț
Lipovăț là một xã thuộc hạt Vaslui, România. Dân số thời điểm năm 2002 là 4426 người.